# Similomerona nematophora
Similomerona nematophora är en nässeldjursart som först beskrevs av Antsulevich och Polteva 1986.  Similomerona nematophora ingår i släktet Similomerona och familjen Oceanidae.
Artens utbredningsområde är Norra Ishavet. Inga underarter finns listade i Catalogue of Life.